# 22. Festiwal Polskich Filmów Fabularnych w Gdyni
22. Festiwal Polskich Filmów Fabularnych odbył się w 1997 w Gdyni.

## Laureaci
Złote Lwy
- dla reżysera: Jerzy Stuhr Historie miłosne
- dla producenta: Juliusz Machulski Historie miłosne

Nagrody Specjalne Jury (ex aequo):
- Wojciech Marczewski Czas zdrady
- Łukasz Wylężałek Darmozjad polski

Nagrody Indywidualne:
- reżyseria: Janusz Zaorski Szczęśliwego Nowego Jorku
- scenariusz: Cezary Harasimowicz Bandyta
- główna rola kobieca: Jadwiga Jankowska-Cieślak Wezwanie
- główna rola męska: Til Schweiger Bandyta
- drugoplanowa rola kobieca: Anna Samusionek Darmozjad polski
- drugoplanowa rola męska: Andrzej Iwiński Darmozjad polski
- zdjęcia: Paweł Edelman Kroniki domowe
- muzyka: Michał Lorenc Bandyta
- kostiumy: Stanisław Kulczyk Darmozjad polski
- scenografia: Przemysław Kowalski Kroniki domowe
- dekoracja wnętrz: Anna Wunderlich Kroniki domowe
- dźwięk: Piotr Knop, Aleksander Gołębiowski, Mariusz Kuczyński Bandyta
- montaż: Milenia Fiedler Czas zdrady

Nagroda Dziennikarzy: Kroniki domowe, reż. Leszek Wosiewicz
Złoty Klakier dla najdłużej oklaskiwanego filmu: Kiler, reż. Juliusz Machulski
Nagroda Kin Studyjnych: Historie miłosne, reż. Jerzy Stuhr

wyróżnienie ex aequo:
- Farba, reż. Michał Rosa
- Kroniki domowe, reż. Leszek Wosiewicz

Nagroda dystrybutorów: Sara, reż. Maciej Ślesicki
Nagroda Polskiego Radia Kraków: Adam Nowak – Historie miłosne
Don Kichot, nagroda PF DKF: Kroniki domowe, reż. Leszek Wosiewicz

## Jury
- Jerzy Kawalerowicz (przewodniczący) – reżyser, scenarzysta
- Filip Bajon – reżyser, scenarzysta, pisarz
- Izabella Cywińska – reżyser teatralny, telewizyjny i filmowy
- Elżbieta Czyżewska – aktorka
- Paweł Huelle – pisarz
- Andrzej Kołodyński – krytyk, tłumacz
- Krzysztof Krauze – reżyser, scenarzysta
- Stanisław Syrewicz – kompozytor
- Jerzy Wójcik – operator i reżyser filmowy

## Filmy konkursowe
Bandyta, reż. Maciej Dejczer
Ciemna strona Wenus, reż. Radosław Piwowarski
Czas zdrady, reż. Wojciech Marczewski
Darmozjad polski, reż. Łukasz Wylężałek
Opowieści weekendowe: Dusza śpiewa, reż. Krzysztof Zanussi
Farba, reż. Michał Rosa
Gniew, reż. Marcin Ziębiński
Historia o proroku Eliaszu z Wierszalina, reż. Krzysztof Wojciechowski
Historie miłosne, reż. Jerzy Stuhr
Kiler, reż. Juliusz Machulski
Kroniki domowe, reż. Leszek Wosiewicz
Księga wielkich życzeń, reż. Sławomir Kryński
Łóżko Wierszynina, reż. Andrzej Domalik
Musisz żyć, reż. Konrad Szołajski
Nocne graffiti, reż. Maciej Dutkiewicz
Prostytutki, reż. Eugeniusz Priwiezieńcew
Pułapka, reż. Adek Drabiński
Sara, reż. Maciej Ślesicki
Słoneczny zegar, reż. Andrzej Kondratiuk
Szczęśliwego Nowego Jorku, reż. Janusz Zaorski
Sztos, reż. Olaf Lubaszenko
Wezwanie, reż. Mirosław Dembiński

## Pokazy specjalne
Bracia Witmanowie, reż. János Szász
Brat naszego Boga, reż. Krzysztof Zanussi
Dzieci Bronsteina, reż. Jerzy Kawalerowicz
Jak królowie, reż. Francois Velle
Krok, reż. Marek Piwowski
Ostatni rozdział, reż. Yves Angelo
Plac Waszyngtona, reż. Agnieszka Holland
Poprzez jezioro, reż. Antonio Mitrikeski